# Abdelrahman Isaac Karongo
Abdelrahman Isaac Karongo (28 de novembro de 1988) é um futebolista sudanês que atua como atacante.

## Carreira
Abdelrahman Isaac Karongo representou o elenco da Seleção Sudanesa de Futebol no Campeonato Africano das Nações de 2012.